# Nyctemera disjuncta
Nyctemera disjuncta är en fjärilsart som beskrevs av Embrik Strand 1922. Nyctemera disjuncta ingår i släktet Nyctemera och familjen björnspinnare. Inga underarter finns listade i Catalogue of Life.